# L'amore è invisibile
L'amore è invisibile è il ventunesimo e ultimo album del cantautore italiano Mango, uscito il 27 maggio 2014.

## Descrizione
L'album raccoglie reinterpretazioni di brani in italiano, inglese, sardo e napoletano con tre inediti.
Il disco è stato anticipato dal singolo Scrivimi di Nino Buonocore, trasmesso su internet e radio dal 25 aprile 2014.
Una versione riarrangiata di Get Back dei Beatles è stata interpretata in duetto da Mango e la figlia Angelina, accompagnati dal figlio Filippo alla batteria.

## Tracce
1. L'amore è invisibile (inedito) (Mango)
2. Una giornata uggiosa (Lucio Battisti)
3. Amore che vieni, amore che vai (Fabrizio De André)
4. Fields of Gold (Sting)
5. No Potho Reposare (tradizionale sarda) feat. Maria Giovanna Cherchi
6. Get Back (The Beatles) feat. Angelina Mango
7. Scrivimi (Nino Buonocore)
8. Ragazze delle canzoni (inedito) (Pasquale Panella - Mango)
9. L'immenso (Amedeo Minghi)
10. Canzone (Don Backy)
11. Fiore bel fiore (inedito) (Pasquale Panella - Mango)
12. A me me piace 'o blues (Pino Daniele)
13. One (U2)
14. Heroes (David Bowie)
15. Quanto t'ho amato (Benigni, Cerami, Piovani) (iTunes bonus track)

## Classifiche
| Classifica | Posizione massima |
| ---------- | ----------------- |
| Italia     | 10                |

## Formazione
- Mango - voce, cori, pianoforte
- Carlo De Bei - chitarra, cori
- Paolo Costa, Nello Giudice - basso
- Giancarlo Ippolito - batteria
- Rocco Petruzzi - tastiera, programmazione
- Filippo Mango - Batteria (in Get Back)
- Laura Valente, Angelina Mango - cori